# Йеротей Родостамос
Йеротей (на гръцки: Ιερόθεος, Родостамос) е православен духовник от средата на XVII век, костурски митрополит на Охридската архиепископия.

## Биография
Сведения за Йеротей ни дава Леондас Алатиос, който казва, че костурският митрополит Йеротей в средата на XVII век заминава за Рим и провежда комуникация с Апостолическия престол. Допълнителна информация за управлението на Йеротей в Костур дават три документа от историческия архив на Корфу - копие от писмо на венецианския дож Джовани I Корнаро от 31 декември 1627 година, адресирано до байла на Корфу Марко Антонио Малипетро и до проведитора и капитан на острова Лауренцио Маурочено, копие на заявлението на Йеротей от 29 декември 1627 година, с което се отказва от епископската си титла и от служението си, както и копие от съдебно решение от 8 юни 1629 година относно спорове, възникнали между него и архиепископа на Корфу Григорий Флорос.
Йеротей произхожда от знатния род от Корфу Родостамос. Около 1621 година е ръкоположен за костурски митрополит на Охридската архиепископия, като след това без да заема катедрата си в Костур, заминава за Цариград, за да получи одобрение на вселенския патриарх, но по неустановени причини не го получава и се завръща на Корфу, където е заточен в манастир. Престоят му в манастира изглежда е кратък и Йеротей е изгонен от Корфу по решение на венецианската власт, тъй като извършва епископско служение, вероятно поради оплакване на тогавашния архиепископ на Корфу. В 1627 година е във Венеция в опит да възстанови правата си и да се върне да живее на Корфу. Венецианската власт се съгласява да му позволи да се върне на Корфу като частно лице и на 29 декември 1627 година Йеротей се отказва от костурския престол и епископската си титла и заявява намерението си да се върне като игумен в манастира, в който бил прекарал 22 години, и който бил възстановил на собствена сметка. Изглежда обаче след завръщането му Йеротей или продължава да служи като епископ, или архиепископът на Корфу продължава да е в конфликт с него, защото във Венеция постъпват нови оплаквания. След съдебно дело на 8 юни 1629 година властите решават да потвърдят заточението му в манастира „Свети Йоан Мораитски“, като постановяват забрана да използва под какъвто и да било предлог титлата „архиепископ“, да даде гаранция от 1000 дуката и на всеки два месеца да се явява в град Корфу. Регистрация на храмовете от 17 юли 1631 година казва, че негова е църквата „Свети Йоан Предтеча“ заедно с параклиса „Свети Николай“, дадени му с указ на дожа на Венеция от 23 януари 1631 година. Йеротей притежава и църквата „Свети Георги“ в района на Беница. Доклад от 1 декември 1635 година на архиепскопа на Амелия, представителя на Конгрегацията за разпространение на вярата във Венеция потвърждава заточението на Йеротей в манастира.
Няма сведения за дейността на Йеротей след това. Умира след 1643 година, в която съставя завещанието си и преди 4 юни 1659 година, когато църквата „Свети Йоан Предтеча Мораитски“ е дадена от венецианските власти на архиепископа на Филаделфия Мелетий Хортиатис.